# Alien Desperados
Alien Desperados (Alternativtitel Desperados und Aliens, auch Kampf um Oblivion, Originaltitel Oblivion, auch Welcome to Oblivion) ist ein 1994 in Koproduktion mit und in Rumänien entstandener US-amerikanischer Science-Fiction-Western von „Full Moon Entertainment“, der in Japan am 29. Oktober 1997 auf Video seine Erstaufführung erfuhr. Der Film hatte mit Badlands (Originaltitel Oblivion 2: Backlash) 1995 einen Nachfolger.

## Inhalt
Die provinzielle Kleinstadt Oblivion auf einem entlegenen Planeten wird regelmäßig von einer Schar Außerirdischer in Angst und Schrecken versetzt. Nachdem diese sich selbst Desperados nennende Gruppe unter der Führung ihres reptilienartigen Anführers Redeye und seiner Gespielin Lash den Marshal der Stadt getötet hat, kommt dessen Sohn Zack Stone anlässlich des Begräbnisses zurück und schwört, sich an den Mördern seines Vaters zu rächen sowie Recht und Ordnung in der Stadt wiederherzustellen. An seiner Seite stehen der Cyborg Stella Barr in Gestalt eines weiblichen Hilfssheriffs, der Eingeborene Mattie Chase und der dem Alkoholismus verfallene Mediziner Doc Valentine. Es gelingt ihnen, in einem finalen Kampf die Desperados zur Strecke zu bringen. Dabei werden Redeye und die meisten seiner Schergen getötet, die trickreiche femme fatale Lash kann jedoch entkommen.

## Kritiken
„Einfältiger Science-Fiction-Western, der ohne gedankliche Eigenleistung Genrestandards kopiert. Auch schauspielerisch hat der Film wenig zu bieten.“

## Hintergrund
Drehort war Bukarest in Rumänien. Alien Desperados wurde mit einem verhältnismäßig kleinen Filmbudget von ca. 2,5 Mio. US-Dollar gedreht.